# Средиземноморская гаичка
Средиземноморская гаичка, или большая гаичка (лат. Poecile lugubris) — вид птиц из семейства синицевых (Paridae).

## Описание
Внешне похожа на буроголовую гаичку, только крупнее и по бокам темнее. Длина тела составляет от 13 до 14 см, масса — от 15 до 20 г. Клюв относительно сильный. На темени и затылке самца оперение коричневато-чёрного цвета, оперение самки более коричневого цвета.
Остальное оперение верхней части тела бурого окраса, лицо и боковые стороны шеи белёсые, нижняя часть тела белёсая с серовато-коричневыми боковыми сторонами и большим чёрным пятном на горле.

## Подвиды
- Poecile lugubris anatoliae, (Hartert, 1905), Малая Азия на юг до Израиля,
- P. l. dubius, (Hellmayr, 1901), горы Загрос в Иране,
- P. l. kirmanensis, (Koelz, 1950), горах провинции Керман в южном Иране,
- P. l. lugens, (Brehm, 1855), южная Греция,
- P. l. lugubris, (Temminck, 1820), Балканы и северная Греция.

## Вокализация
Её позыв — это характерное «зирра». Позывка похожа на голос лазоревки «ци-ци-ци», воробьиное «кер-р-р» и на тревожный крик большой синицы «чечече».
Песня — это быстрая, простая последовательность звуков, похожая на пение черноголовой гаички, только грубее «чрив-чрив-чрив».

## Распространение
Средиземноморская гаичка — оседлая птица, которая круглый год живёт на крайнем Юго-Востоке Европы. Восточнее область распространения доходит до Ирана. Птица предпочитает равнины и холмистую местность со смешанными лесами и скалами. Зимой она редко объединяется в смешанные группы.

## Размножение

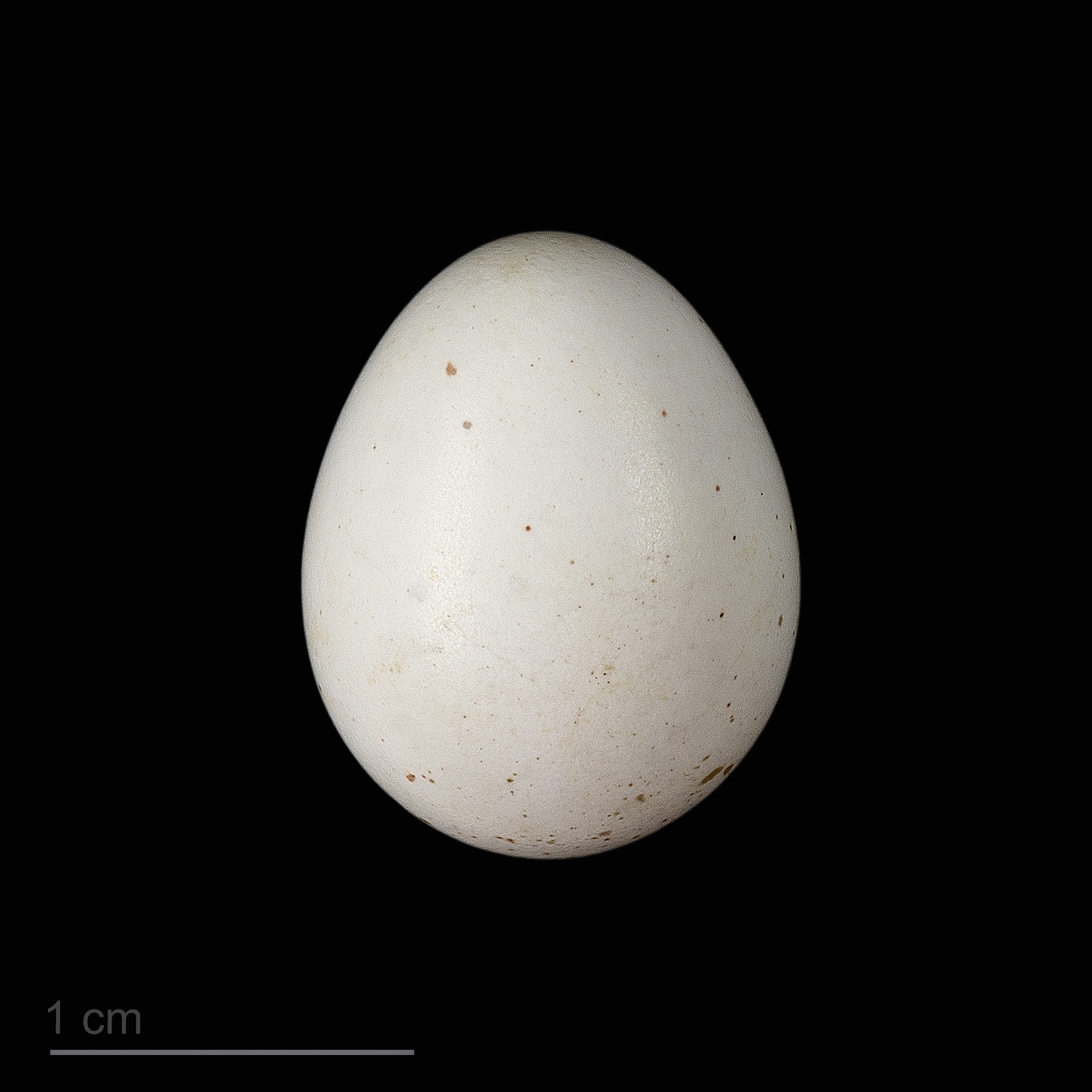
Яйцо

Сезон размножения длится с начала апреля до конца июля — начала августа. Гнездо строит в дупле дерева и иногда в расщелине скал. Кладка обычно состоит из 4-9 яиц, по две кладки в год.

## Фото

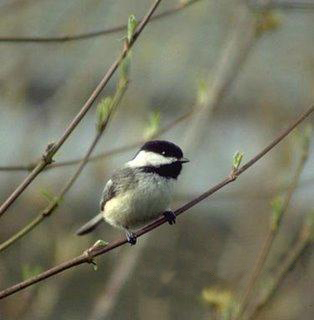
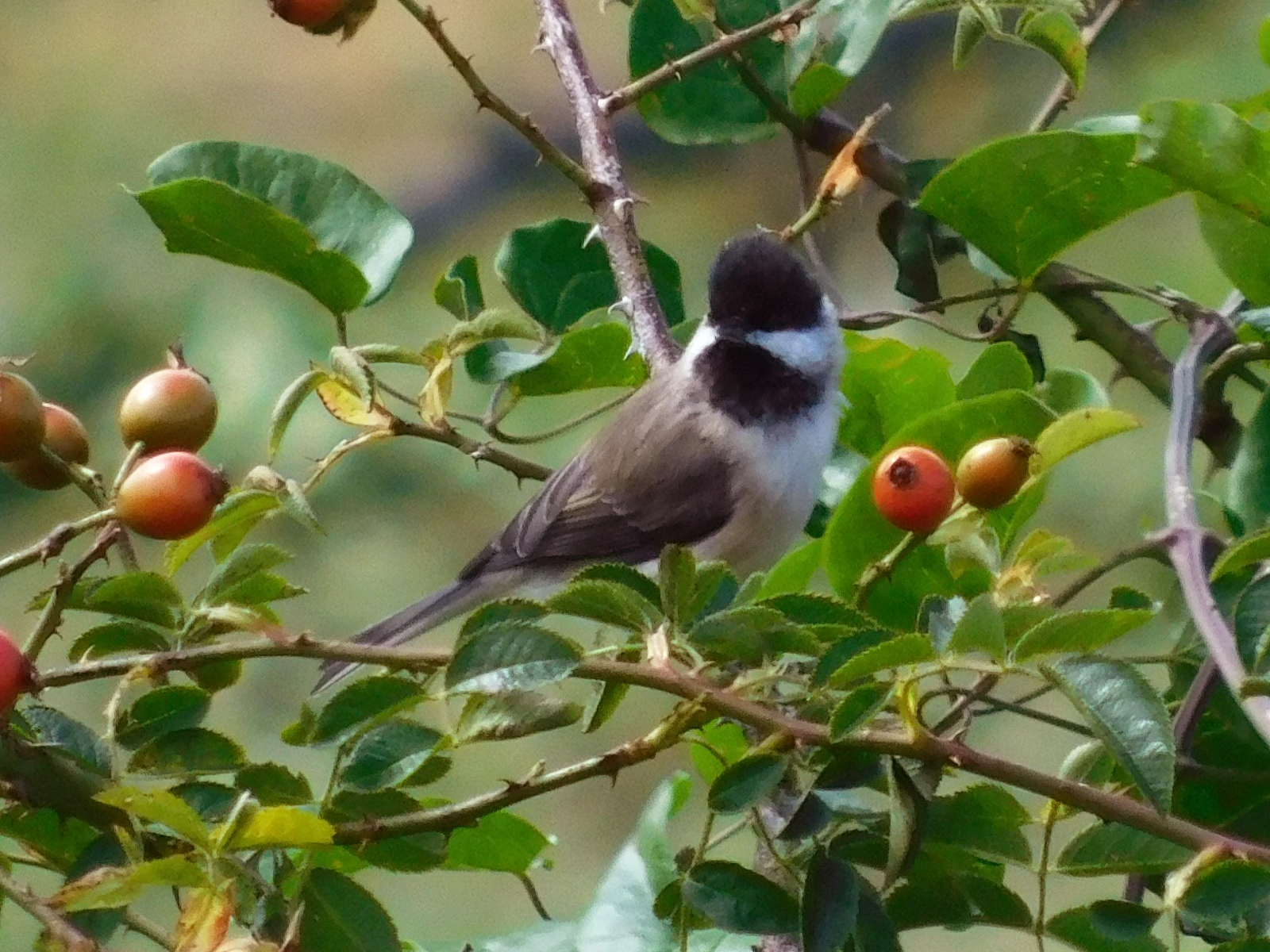
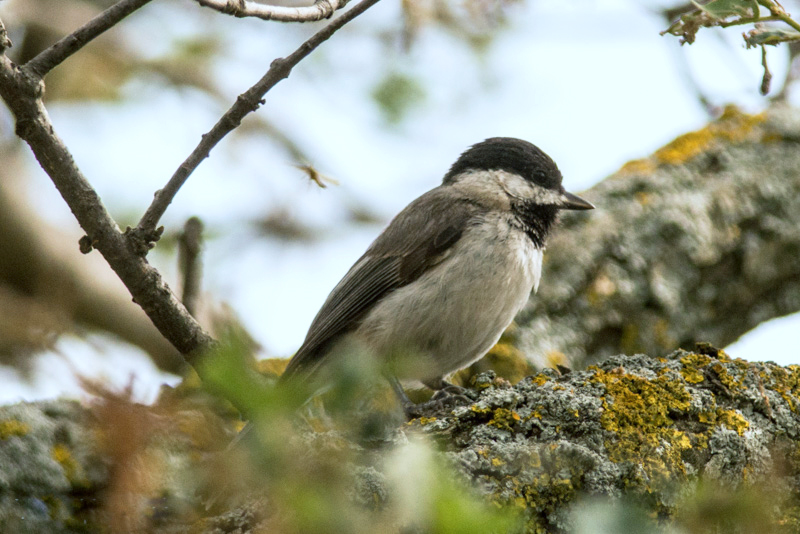

## Комментарии
1. ↑  В книге "Бёме Р. Л., Флинт В. Е. Пятиязычный словарь названий животных. Птицы. Латинский, русский, английский, немецкий, французский / Под общ. ред. акад. В. Е. Соколова. — М.: Русский язык, РУССО, 1994. — С. 368. — 2030 экз. — ISBN 5-200-00643-0." использовано название "Средиземноморская большая гаичка". Но оно не обнаружено в других источниках и, скорее всего, является результатом опечатки, а именно отсутствия скобок — "Средиземноморская [большая] гаичка".